# Эдцард I Великий
Эдцард I Великий (нем. Edzard I der Große, в.-фриз. Edzard I de Grutte; январь 1462, Гретзиль, графство Остфрисланд — 14 февраля 1528, Эмден, графство Остфрисланд) — граф Остфрисланда с 1491 по 1528 год; представитель дома Кирксена.

## Биография
Эдцард родился в Гретзиле в январе 1462 года. Он был вторым сыном остфрисландского графа Ульриха I и его супруги Теды Укена. После смерти отца в 1466 году, мать стала регентом при несовершеннолетнем наследнике — старшем брате Эдцарда, ставшего графом Остфрисланда под именем Энно I в 1480 году. В 1481 году сам Эдцард, вместе с младшим братом Уко, поступил в Кёльнские университетские студии (лат. Universitas Studii Coloniensis), где изучал римское право.
В 1491 году граф Энно I погиб в результате несчастного случая. Эдцард в то время был паломником на Святой Земле, и феодом до его возвращения в 1492 году снова управляла мать. Во время паломничества в Иерусалиме он присоединился к рыцарям Ордена Святого Гроба Господнего. Став графом под именем Эдцарда I, правил совместно с матерью, после смерти которой в 1494 году, привлёк к управлению феодом младшего брата Уко.
Он добился подчинения от остфрисландской знати, в том числе от Херо Омкенса, правителя Харлингерланда и Эдо Вимкена-младшего, правителя Евера. Учредил остфрисландское земельное право. Реформировал кредитно-денежную систему графства. Ввёл примогенитуру в доме Кирксена. Во время Реформации покровительствовал протестантам. При нём с 1519 года в Остфрисланде стало распространяться лютеранство и цвинглианство. Он назначил воспитателем своих сыновей известного лютеранского теолога Георга Апортануса.
В 1506 году Эдцард распространил свою власть на город и провинцию Гронинген. Это вызвало недовольство со стороны императора Максимилиана I и спровоцировало конфликт между графом Остфрисланда и имперским наместником Нидерландов — саксонским герцогом Георгом Бородатым, которому Гронинген должен был принести оммаж. В 1512 году на рейхстаге Эдцард был объявлен под имперской опалой. Осенью следующего года император Максимилиан I подтвердил решение рейхстага. Коалиция германских герцогов и графов под предводительством Генриха I, герцога Брауншвейг-Вольфенбюттеля и Иоганна V, графа Ольденбурга вторглись в графство Остфрисланд и разорили его. В результате трёхлетней войны, получившей название Саксонского конфликта и длившейся с 1514 по 1517 год, территория графства значительно пострадала. Эдцард был вынужден отказаться от Гронингена.
В 1517 году ему удалось договориться о включении Еверланда в состав личного феода через династический брак одного из его сыновей с наследницей княжества Марией Еверской. В 1519 году новый император Карл V снял с него имперскую опалу и восстановил в прежних правах.
Эдцард умер в Эмдене 14 февраля 1528 года. Он был похоронен в Нордене в аббатстве Мариенталь.

## Брак и потомство
8 июля 1498 года Эдцард I, граф Остфрисландии сочетался браком с Елизаветой Ритбергской (1475 — 13.7.1512), дочерью Иоганна I, графа Ритберга и Маргариты Липпской. В браке родились семеро детей — три сына и четыре дочери:
- Ульрих (1499—1532), принц Остфрисландский, камердинер императора Максимилиана I, страдал слабоумием;
- Маргарита (1500 — 15.7.1537), принцесса Остфрисландская, 17 февраля 1523 года сочеталась браком с Филиппом IV, графом Вальдек-Вильдунгена (1493—1574);
- Теда (1502—1563), принцесса Остфрисландская;
- Энно (1505 — 24.9.1560), граф Остфрисланда под именем Энно II, 6 марта 1530 года сочетался браком с Анной Ольденбургской (14.11.1501 — 10.11.1575);
- Иоганн (1506 — 6.6.1572), титулярный граф Остфрисланда под именем Иоганна I, правитель Фалькенбурга, Дюрбюи и Алема, 11 ноября 1539 года сочетался браком с Доротеей Габсбургской (1516—1572), незаконнорождённой дочерью императора Максимилиана I;
- Анна (ум. 1530), принцесса Остфрисландская;
- Армгарда (ум. 1559), принцесса Остфрисландская.